# Philoponella tingens
Philoponella tingens là một loài nhện trong họ Uloboridae.
Loài này thuộc chi Philoponella. Philoponella tingens được Ralph Vary Chamberlin & Wilton Ivie miêu tả năm 1936.